# Tischtennisweltmeisterschaft 1938
Die 12. Tischtennisweltmeisterschaft fand vom 24. bis 29. Januar 1938 in London (England) in der 8000 Zuschauer fassenden Royal Albert Hall und in der Wembley-Hall statt.

## Übersicht
Diesmal gab es einige Neuerungen: Die Höhe des Netzes wurde auf 6 Inch reduziert. Und auch die amerikanischen „Knipsaufschläge“ waren nicht mehr zulässig. Ferner wurde die Zeitregel modifiziert: Nach maximal 20 Minuten sollte ein Spiel beendet sein. Andernfalls ist derjenige Sieger, der gerade führt. Bei Gleichstand nach 20 Minuten entscheidet der nächste Punkt sofern dieser innerhalb von fünf Minuten erspielt wird. Hat nach fünf Minuten niemand einen Punkt gewonnen ist das Spiel remis. Diese Zeitsituation trat ein im Spiel Richard Bergmann (Österreich) gegen Dieter Mauritz (Deutschland) beim Stande von 19:16 für Bergmann im dritten Satz. Die Mannschaftsführer einigten sich aber darauf, das Spiel normal fortzuführen – und Bergmann gewann schnell.
Bei den Herren wurden die 16 Mannschaften auf zwei Gruppen aufgeteilt. Deutschland startete in Gruppe 1 mit einer 5:2-Niederlage gegen die USA. Am Ende standen in dieser Gruppe die drei Teams von Österreich, USA und England punktgleich an der Spitze. Daher wurden Entscheidungsspiele angesetzt, in denen sich Österreich durchsetzen konnte. In der zweiten Gruppe siegte Ungarn ungeschlagen. Im Endspiel profitierten die Ungarn von den harten Tischen und den niedrigeren Netzen und gewannen mit 5:3 zum neunten Mal die Weltmeisterschaft.

## Wissenswertes
- Bei seiner Ankunft hatte sich Bohumil Váňa mit dem Bus verfahren. Unglücklicherweise sprach er kein Wort englisch. So lief er an der Bushaltestelle herum und fragte jeden „Ping-Pong? … Ping-Pong?“. Irgendwann verstand jemand, was er wollte, und veranlasste, dass er mit dem richtigen Bus zum Spielort fahren konnte.
- Zum ersten Mal wird ein WM-Endspiel im Fernsehen übertragen: Die BBC überträgt das Finale Vana gegen Bergmann.[1]
- An einigen Tischen wurde testweise am Rand eine Saite gespannt, um Kantenbälle hörbar zu erkennen.[2]
- Kurios verlief der Mannschaftskampf zwischen Ägypten und Jugoslawien. Die Partie Amin Abou Heif gegen Karlo Stein würde beim Stand von 4:4 den Kampf entscheiden. Beim Stande von 20:19 für den Ägypter – Matchball – verschlug Stein einen Ball, der Ball flog weit hinter den Tisch. Vor Siegesfreude schlug Amin Abou Heif noch im Fluge in Richtung der Zuschauertribüne. Dies wertete der Schiedsrichter als Flugball und damit als Fehler. Somit stand es 20:20. Amin Abou Heif verlor dann diesen Satz und Ägypten den Mannschaftskampf. Seit 1993 gilt diese Flugball-Regel in dieser Form nicht mehr, d. h. heute hätte der Ägypter den Punkt erhalten und das Spiel gewonnen.[3]

## Ergebnisse
| Wettbewerb        | Rang | Sieger                                                                                      |
| ----------------- | ---- | ------------------------------------------------------------------------------------------- |
| Mannschaft Herren | 1.   | Ungarn (Ernö Földi, Victor Barna, Ferenc Soós, László Bellák, Tibor Házi)                   |
| Mannschaft Herren | 2.   | Österreich (Richard Bergmann, Erwin Kaspar, Alfred Liebster, Helmut Goebel, Karl Sediwy)    |
| Mannschaft Herren | 3.   | USA (Bernard Grimes, Louis Pagliaro, George Hendry, James McClure, Sol Schiff)              |
| Mannschaft Herren | 3.   | Tschechoslowakei (Václav Tereba, Adolf Slar, Stanislav Kolář, Bohumil Váňa, Miloslav Hamer) |
| Mannschaft Herren | 9.   | Deutschland (Dieter Mauritz, Helmuth Hoffmann, Erwin Münchow)                               |
| Mannschaft Damen  | 1.   | ČSR (Vlasta Depetrisová, Jindriska Holubkova, Marie Kettnerová, Věra Votrubcová)            |
| Mannschaft Damen  | 2.   | England (Dora Emdin, Margaret Osborne, Phyllis Hodgkinson, Doris Jordan)                    |
| Mannschaft Damen  | 3.   | Österreich (Zita Lemo, Trude Pritzi)                                                        |
| Herren Einzel     | 1.   | Bohumil Váňa – TCH                                                                          |
| Herren Einzel     | 2.   | Richard Bergmann – AUT                                                                      |
| Herren Einzel     | 3.   | Victor Barna – HUN                                                                          |
| Herren Einzel     | 3.   | Tibor Házi – HUN                                                                            |
| Damen Einzel      | 1.   | Trude Pritzi – AUT                                                                          |
| Damen Einzel      | 2.   | Vlasta Depetrisová – TCH                                                                    |
| Damen Einzel      | 3.   | Věra Votrubcová – TCH                                                                       |
| Damen Einzel      | 3.   | Betty Henry – USA                                                                           |
| Herren Doppel     | 1.   | James McClure/Sol Schiff – USA                                                              |
| Herren Doppel     | 2.   | Victor Barna/László Bellák – HUN                                                            |
| Herren Doppel     | 3.   | Stanislav Kolář/Václav Tereba – TCH                                                         |
| Herren Doppel     | 3.   | Hyman Lurie/Eric Filby – ENG                                                                |
| Damen Doppel      | 1.   | Vlasta Depetrisová/Věra Votrubcová – TCH                                                    |
| Damen Doppel      | 2.   | Dóra Beregi/Ida Ferenczy – HUN                                                              |
| Damen Doppel      | 3.   | Dora Emdin/Phyllis Hodgkinson – ENG                                                         |
| Damen Doppel      | 3.   | Doris Jordan/Margaret Osborne – ENG                                                         |
| Mixed             | 1.   | László Bellák – HUN/Wendy Woodhead – ENG                                                    |
| Mixed             | 2.   | Bohumil Váňa/Věra Votrubcová – TCH                                                          |
| Mixed             | 3.   | Václav Tereba/Marie Kettnerová – TCH                                                        |
| Mixed             | 3.   | Alfred Liebster/Trude Pritzi – AUT                                                          |

## Medaillenspiegel
| Rang  | Land               | Gold | Silber | Bronze | Gesamt |
| ----- | ------------------ | ---- | ------ | ------ | ------ |
| 1     | Tschechoslowakei   | 3    | 2      | 4      | 9      |
| 2     | Ungarn             | 1,5  | 2      | 2      | 5,5    |
| 3     | Österreich         | 1    | 2      | 2      | 5      |
| 4     | Vereinigte Staaten | 1    | 0      | 2      | 3      |
| 5     | England            | 0,5  | 1      | 3      | 4,5    |
| Total | Total              | 6    | 6      | 13     | 25     |